# Persone di nome Aleksandra
| Questa pagina contiene informazioni ricavate automaticamente dalle voci biografiche con l'ausilio del template Bio e di un bot. L'aggiornamento è periodico e automatico e ricostruisce completamente la pagina. Se manca una persona in questa lista, sei pregato di non aggiungerla, ma accertati piuttosto che la sua voce biografica contenga il template Bio e che i dati anagrafici siano correttamente compilati. Se il template Bio manca, inseriscilo tu stesso o, in alternativa, metti l'avviso {{tmp\|Bio}} che ne segnala la mancanza. Se i dati riportati sono sbagliati, correggi direttamente la voce biografica; le modifiche saranno visibili in questa lista entro pochi giorni. Per chiarimenti vedi il progetto antroponimi. La lista contiene solo le 94 persone che sono citate nell'enciclopedia e per le quali è stato implementato correttamente il template Bio. Pagina aggiornata al 16 ott 2024. |

Questa è una lista di persone presenti nell'enciclopedia che hanno il prenome Aleksandra, suddivise per attività principale.

## Arrampicatrici(1)
- Aleksandra Mirosław, arrampicatrice polacca (Lublino, n. 1994)

## Artiste(1)
- Aleksandra Skochilenko, artista e attivista russa (San Pietroburgo, n. 1990)

## Astiste(1)
- Aleksandra Kirjašova, ex astista russa (Leningrado, n. 1985)

## Attiviste(1)
- Aleksandra L'vovna Tolstaja, attivista russa (Jasnaja Poljana, n. 1884 - New York, † 1979)

## Attrici(1)
- Aleksandra Chochlova, attrice sovietica (Berlino, n. 1897 - Mosca, † 1985)

## Avvocate(1)
- Aleksandra Dulkiewicz, avvocata e politica polacca (Danzica, n. 1979)

## Bobbiste(1)
- Aleksandra Rodionova, bobbista e ex slittinista russa (Bratsk, n. 1984)

## Botaniche(1)
- Aleksandra Aleksandrovna Ablakatova, botanica e micologa russa (n. 1907 - † 1988)

## Calciatrici(1)
- Aleksandra Sikora, calciatrice polacca (Kędzierzyn-Koźle, n. 1991)

## Cantanti(5)
- Aleksandra Gintrowska, cantante e attrice polacca (Szczecinek, n. 1991)
- Aleksandra Jabłonka, cantante polacca (Kętrzyn, n. 1988)
- Aleksandra Prijović, cantante serba (Sombor, n. 1995)
- Aleksandra Savel'eva, cantante, modella e attrice russa (Mosca, n. 1983)
- Luna, cantante polacca (Varsavia, n. 1999)

## Cestiste(13)
- Aleksandra Chomać, ex cestista polacca (Sokołów Podlaski, n. 1985)
- Aleksandra Crvendakić, cestista serba (Loznica, n. 1996)
- Aleksandra Delčeva, ex cestista e pallavolista bulgara (Sofia, n. 1987)
- Aleksandra Kapałczyńska, cestista polacca (Poznań, n. 1934 - † 1997)
- Aleksandra Karpińska, ex cestista polacca (Poznań, n. 1983)
- Aleksandra Komacka, cestista polacca (Varsavia, n. 1959 - Orléans, † 2000)
- Aleksandra Krošelj, cestista slovena (Lubiana, n. 1999)
- Aleksandra Latyševa, ex cestista russa (Leningrado, n. 1976)
- Aleksandra Leonova, ex cestista sovietica (Pjatigorsk, n. 1964)
- Aleksandra Ovčinnikova, ex cestista sovietica (Kuzneck, n. 1953)
- Aleksandra Stanaćev, cestista serba (Kikinda, n. 1994)
- Aleksandra Vujović, ex cestista montenegrina (Nikšić, n. 1980)
- Aleksandra Štan'ko, cestista russa (Samara, n. 1991)

## Chimiche(1)
- Aleksandra Kornhauser Frazer, chimica e insegnante slovena (Škofja Loka, n. 1926 - Lubiana, † 2020)

## Danzatrici(1)
- Aleksandra Dionis'evna Danilova, ballerina e docente russa (Peterhof, n. 1903 - New York, † 1997)

## Danzatrici su ghiaccio(1)
- Aleksandra Stepanova, danzatrice su ghiaccio russa (San Pietroburgo, n. 1995)

## Etnografe(1)
- Aleksandra Potanina, etnografa e esploratrice russa (Gorbatov, n. 1843 - Cina, † 1893)

## Ginnaste(2)
- Aleksandra Merkulova, ex ginnasta russa (Kemerovo, n. 1995)
- Aleksandra Soldatova, ginnasta russa (Sterlitamak, n. 1998)

## Informatiche(1)
- Aleksandra Ėlbakjan, programmatrice e attivista kazaka (Almaty, n. 1988)

## Lottatrici(1)
- Aleksandra Wolczyńska, lottatrice polacca (n. 1997)

## Maratonete(1)
- Aleksandra Lisowska, maratoneta e mezzofondista polacca (Braniewo, n. 1990)

## Modelle(5)
- Aleksandra Ivanovskaja, modella russa (Komsomol'sk-na-Amure, n. 1989)
- Saša Luss, supermodella e attrice russa (Magadan, n. 1992)
- Aleksandra Mel'ničenko, modella e cantante serba (Belgrado, n. 1977)
- Aleksandra Petrova, modella russa (Čeboksary, n. 1980 - Čeboksary, † 2000)
- Saša Pivovarova, supermodella russa (Mosca, n. 1985)

## Multipliste(1)
- Aleksandra Čudina, multiplista, giavellottista e lunghista sovietica (Kramskoye, n. 1923 - Mosca, † 1990)

## Musiciste(1)
- Aleksandra Pachmutova, musicista e compositrice russa (Čistopol', n. 1929)

## Nobildonne(8)
- Aleksandra Sergeevna Al'bedinskaja, nobildonna russa (n. 1834 - Nizza, † 1913)
- Aleksandra Petrovna Lanskaja, nobildonna russa (n. 1845 - † 1919)
- Aleksandra Nikolaevna Repnina, nobildonna russa (n. 1757 - San Pietroburgo, † 1834)
- Aleksandra Ivanovna Panina, nobildonna russa (n. 1711 - † 1786)
- Aleksandra Petrovna Protasova, nobildonna russa (n. 1774 - San Pietroburgo, † 1842)
- Aleksandra Aleksandrovna Taneeva, nobildonna russa (n. 1888 - † 1968)
- Aleksandra Žukovskaja, nobildonna russa (Düsseldorf, n. 1842 - Nossen, † 1899)
- Aleksandra von Engelhardt, nobildonna russa (n. 1754 - Bila Cerkva, † 1838)

## Nobili(4)
- Aleksandra Fëdorovna Romanova, nobile tedesca (Darmstadt, n. 1872 - Ekaterinburg, † 1918)
- Aleksandra Nikolaevna Romanova, nobile russa (San Pietroburgo, n. 1825 - San Pietroburgo, † 1844)
- Aleksandra Pavlovna Romanova, nobile russa (San Pietroburgo, n. 1783 - Vienna, † 1801)
- Aleksandra Aleksandrovna Romanova, nobile russa (San Pietroburgo, n. 1842 - San Pietroburgo, † 1849)

## Nuotatrici(2)
- Aleksandra Packevič, sincronetta russa (Mosca, n. 1988)
- Aleksandra Urbańczyk, nuotatrice polacca (Łódź, n. 1987)

## Ostacoliste(1)
- Aleksandra Gaworska, ostacolista e velocista polacca (n. 1995)

## Pallanuotiste(1)
- Aleksandra Cotti, ex pallanuotista e allenatrice di pallanuoto italiana (San Giovanni in Persiceto, n. 1988)

## Pallavoliste(7)
- Aleksandra Avramović, ex pallavolista serba (Priboj, n. 1982)
- Aleksandra Crnčević, pallavolista serba (Sremska Mitrovica, n. 1987)
- Aleksandra Lipska, pallavolista polacca (Parczew, n. 1998)
- Aleksandra Pasynkova, pallavolista russa (Ekaterinburg, n. 1987)
- Aleksandra Petrović, pallavolista serba (Novi Sad, n. 1987)
- Aleksandra Przybysz, ex pallavolista polacca (Jeżowe, n. 1980)
- Aleksandra Sorokina, pallavolista russa (Saratov, n. 1976)

## Pattinatrici artistiche su ghiaccio(1)
- Aleksandra Bojkova, pattinatrice artistica su ghiaccio russa (San Pietroburgo, n. 2002)

## Pentatlete(1)
- Aleksandra Sadovnikova, pentatleta russa (n. 1986)

## Pittrici(1)
- Aleksandra Aleksandrovna Ėkster, pittrice, scenografa e costumista russa (Białystok, n. 1882 - Fontenay-aux-Roses, † 1949)

## Politiche(1)
- Aleksandra L'vovna Sokolovskaja, politica e rivoluzionaria russa (Verchn'odniprovs'k, n. 1872 - † 1938)

## Rivoluzionarie(2)
- Aleksandra Michajlovna Kollontaj, rivoluzionaria russa (San Pietroburgo, n. 1872 - Mosca, † 1952)
- Aleksandra Nikolaevna Malinovskaja, rivoluzionaria russa (San Pietroburgo, n. 1849 - San Pietroburgo, † 1891)

## Saltatrici con gli sci(1)
- Aleksandra Kustova, saltatrice con gli sci russa (Magadan, n. 1998)

## Scacchiste(3)
- Aleksandra Gorjačkina, scacchista russa (Orsk, n. 1998)
- Aleksandra Kostenjuk, scacchista russa (Perm', n. 1984)
- Aleksandra Sergeevna Mal'cevskaja, scacchista russa (Rostov sul Don, n. 2002)

## Schermitrici(3)
- Aleksandra Socha, schermitrice polacca (Pabianice, n. 1982)
- Aleksandra Zabelina, schermitrice sovietica (Mosca, n. 1937 - † 2022)
- Aleksandra Zamachowska, schermitrice polacca (n. 1995)

## Sciatrici alpine(1)
- Aleksandra Franceva, ex sciatrice alpina russa (Petropavlovsk-Kamčatskij, n. 1987)

## Scrittrici(1)
- Aleksandra Marinina, scrittrice russa (Leopoli, n. 1957)

## Snowboarder(1)
- Aleksandra Król, snowboarder polacca (Zakopane, n. 1990)

## Soprani(1)
- Aleksandra Kurzak, soprano polacco (Brzeg Dolny, n. 1977)

## Taekwondoka(3)
- Aleksandra Kowalczuk, taekwondoka polacca (Olsztyn, n. 1996)
- Aleksandra Krzemieniecka, taekwondoka polacca (n. 1994)
- Aleksandra Lyčagina, taekwondoka russa (n. 1987)

## Tenniste(4)
- Aleksandra Krunić, tennista serba (Mosca, n. 1993)
- Aleksandra Olsza, tennista polacca (Katowice, n. 1977)
- Aleksandra Panova, tennista russa (Krasnodar, n. 1989)
- Aleksandra Wozniak, ex tennista canadese (Montréal, n. 1987)

## Velociste(2)
- Aleksandra Bulanova, velocista e mezzofondista russa (n. 1989)
- Aleksandra Fedoriva, velocista e ostacolista russa (Mosca, n. 1988)

## Senza attività specificata(2)
- Aleksandra Ivošev, ex tiratrice a segno serba (Novi Sad, n. 1974)
- Aleksandra Žekova, ex snowboarder bulgara (Sofia, n. 1987)